# Дубровское (Вологодская область)
Дубровское — посёлок в Вологодском районе Вологодской области.
Входит в состав Семёнковского сельского поселения, с точки зрения административно-территориального деления — в Семёнковский сельсовет.
Расстояние по автодороге до районного центра Вологды — 16,5 км, до центра муниципального образования Семёнково — 8 км. Ближайшие населённые пункты — Вотолино, Зеленино, Вепрево, Окунево, Лучниково, Обухово, Высочка, Фетинино.
До 26 декабря 2001 года Дубровское имело статус деревни.
По переписи 2002 года население — 1054 человека (490 мужчин, 564 женщины). Преобладающая национальность — русские (98 %).
В 2025 году в состав посёлка была включена деревня Вепрево.